# Zamudio (Bizkaia)
Zamudio ist eine Gemeinde in der Provinz Bizkaia im Baskenland (Spanien). Der Ort liegt am Jakobsweg in der Sub-Region Valle de Asua (Gran Bilbao) und gehörte von 1966 bis 1983 zur sieben Kilometer entfernten Großstadt Bilbao. Der Flughafen Bilbao liegt nur vier Kilometer entfernt.
Wichtiges Markenzeichen von Zamudio ist heute der Parque Tecnológico de Zamudio (Technologiepark Zamudio), in dem viele große und mittlere Unternehmen, wie z. B. der Triebwerkhersteller Industria de Turbo Propulsores (ITP) integriert sind. 
Mit dem Bus der Linie A3224 (Bilbao-Derio-Technology Park) verbindet die Busgesellschaft Bizkaibus, sowie die Bahn-Linie Txorierri (Linie 4) der Euskotren (Deustua-Lezama) Zamudio mit Bilbao und weiteren Gemeinden.
Der Ort besteht aus den Bezirken Geldo, Aranoltza-San Antolin, Galbarriatu, Santimami und Arteaga-San Martin.

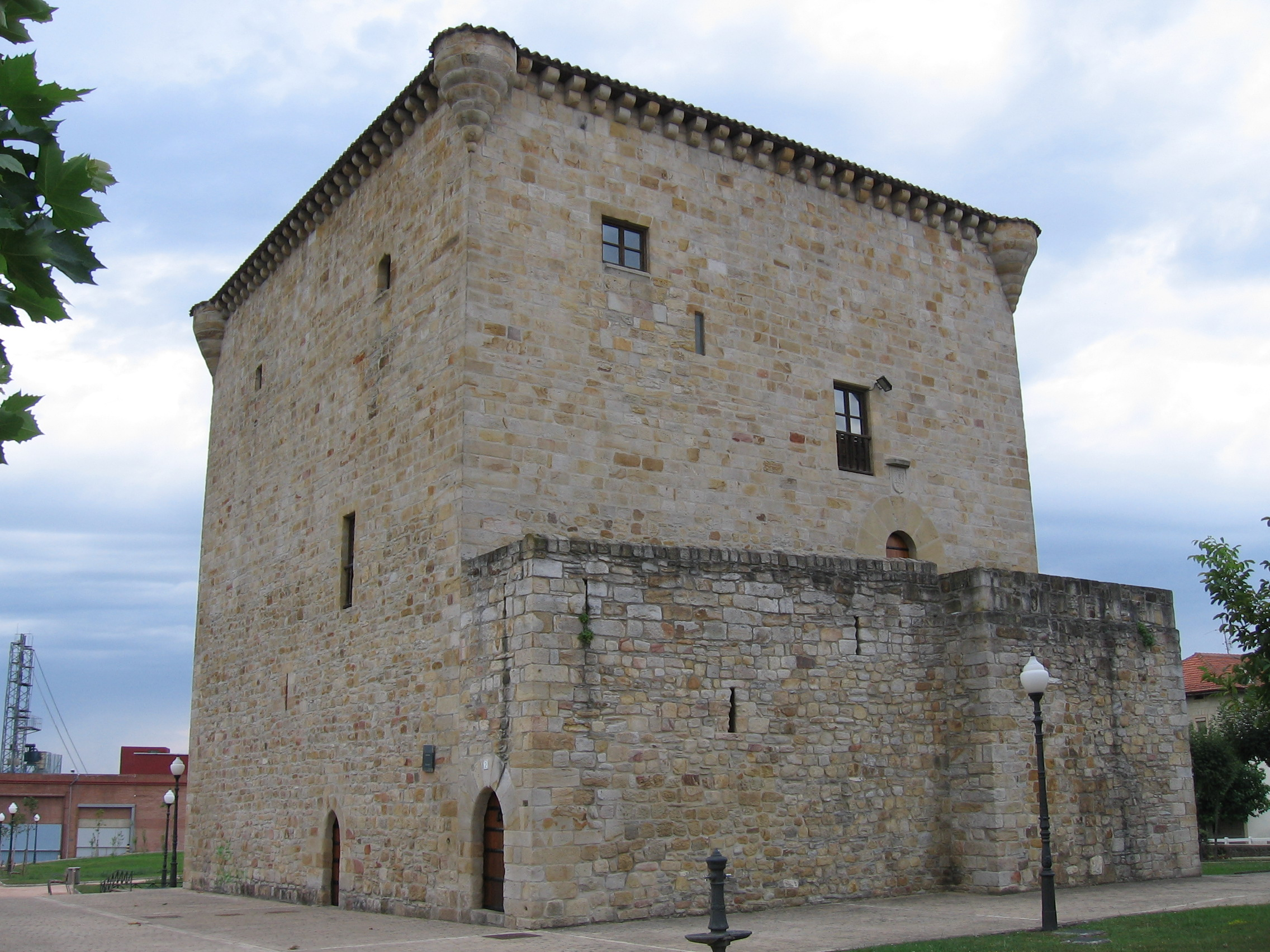
Torre Malpica in Zamudio

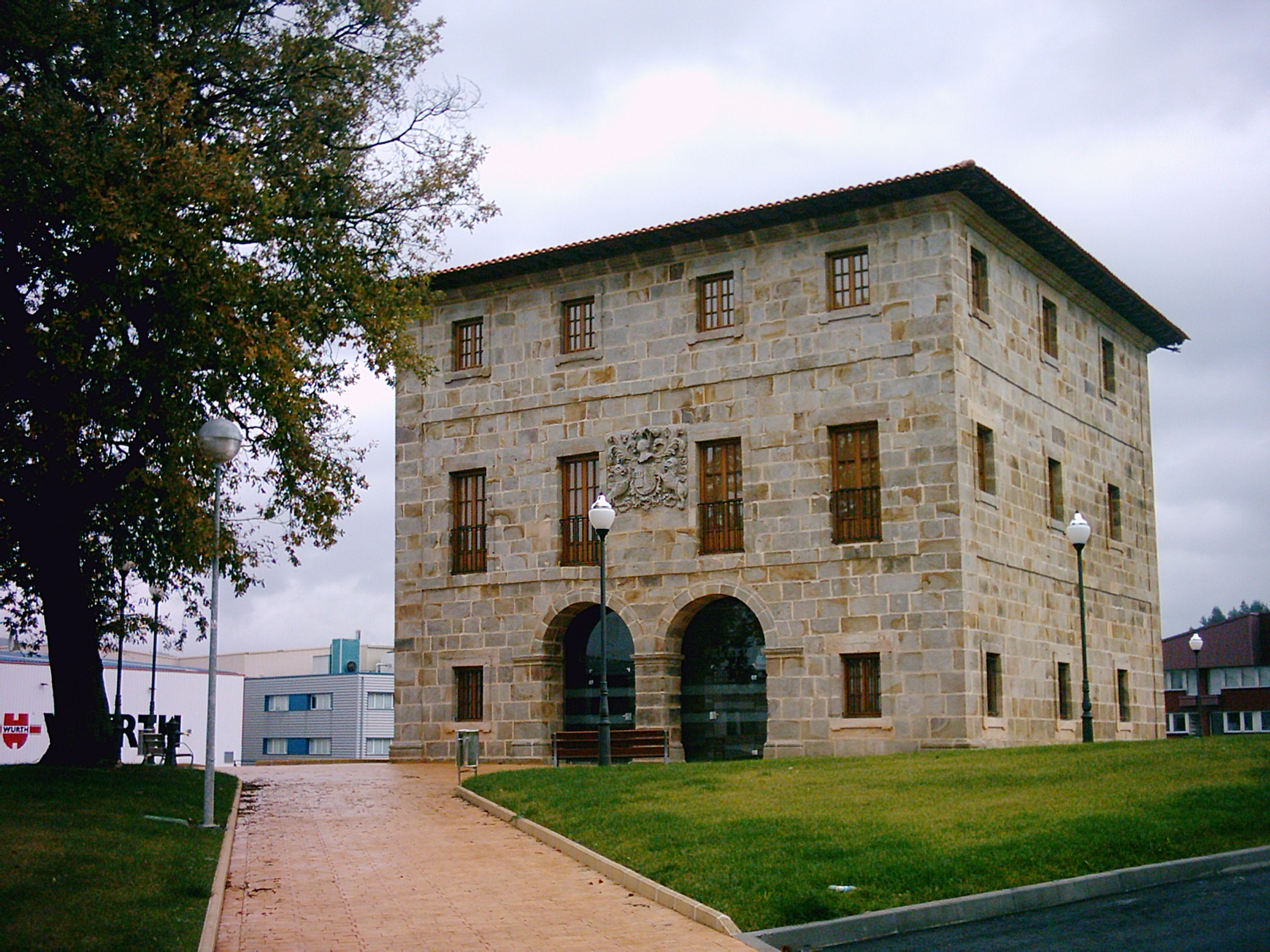
Palacio de Larragoiti

## Quelle
- Offizielle Webseite der Gemeinde Zamudio (Memento vom 30. Dezember 2010 im Internet Archive) (spanisch)